# Condado de Brazoria
El condado de Brazoria está localizado en el estado de Texas, sobre el golfo de México, cercano al Área Metropolitana de Houston. La sede de condado es Angleton. En el censo de 2010 registró una población de 313 166 habitantes.

## Características generales

### Historia
El condado de Brazoria fue municipio mexicano y es uno de los condados que datan desde la independencia de Texas en 1836.

### Geografía
De acuerdo con la Oficina del Censo de los Estados Unidos, la superficie total es de 4,137 km² de los cuales 3,591 km² son de tierras y 547 km² que representan el 13.21% son de aguas.

#### Autopistas
- Carretera Estatal de Texas 6
- Carretera Estatal de Texas 35
- Carretera Estatal de Texas 36
- Carreterra Estatal de Texas 99 (en construcción) aka - Grand Parkway Toll Road
- Carretera Estatal de Texas 288

### Condados adyacentes
- Harris (norte)
- Galveston (noreste)
- Matagorda (suroeste)
- Wharton (oeste)
- Fort Bend (noroeste)

### Demografía
El censo del año 2010 registró una población de 313 166 habitantes, con una densidad de población de 89,93 hab/km².

### Ciudades
| - Alvin - Angleton - Brazoria - Brookside Village - Clute - Danbury - Freeport - Lake Jackson - Liverpool | - Manvel - Oyster Creek - Pearland - Quintana - Richwood - Surfside Beach - Sweeny - West Columbia |

### Pueblos
- Holiday Lakes

### Villas
- Bailey's Prairie
- Bonney
- Hillcrest
- Iowa Colony
- Jones Creek

### Áreas incorporadas
- Amsterdam
- Damon
- Rosharon
- Wild Peach Village